# Terminologia Anatomica
Terminologia Anatomica (TA)는 인체 해부학 용어에 대한 국제 표준이다. 터미놀로지아 아나토미카는 Federative Committee on Anatomical Terminology (FCAT)와 International Federation of Associations of Anatomists (IFAA)에 의해 만들어졌고, 1998년에 출판되었다. 이 책은 이전의 표준인 Nomina Anatomica를 대체한다. Terminologia Anatomica는 7,500개의 인간의 해부학 구조에 대한 용어를 포함한다. 2011년 4월, Terminologia Anatomica는 FCAT의 후계 기관인 Federative International Programme on Anatomical Terminologies (FIPAT)에 의해 http://www.unifr.ch/ifaa/ 에 온라인으로 출판되었다.

## 같이 보기
- Terminologia Histologica
- Foundational Model of Anatomy
- 해부학 용어